# Léonide Ouspensky
Pour les articles homonymes, voir Ouspenski.

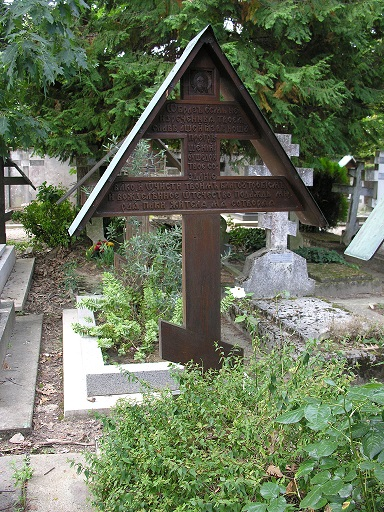
Vue de la sépulture.

Léonide Ouspensky (en russe : Леонид Александрович Успенский, Leonid Aleksandrovitch Ouspenski) est un iconographe et iconologue orthodoxe, né en 1902 en Russie et décédé en 1987 à Paris.

## Biographie
Léonide Alexandrovitch Ouspensky est né le 8 août 1902 à Golaya Snova (aujourd'hui Golosnovka) dans la partie Nord du gouvernement de Voronej, à 70 kilomètres de la ville de Zadonsk en Russie. On lui donna le nom d'un saint commémoré en Russie le jour de sa naissance. Son père appartenait à la petite noblesse provinciale ; sa mère, née Koutouzov, était d’une famille paysanne.
Il fit ses études secondaires à Zadonsk jusqu’en 1917. À partir de 1918 il combattit dans l’Armée rouge, avant d’être fait prisonnier en 1920, et d’être évacué par l’Armée blanche de Sébastopol à Gallipoli puis d’être envoyé en Bulgarie, où il fit divers travaux dont celui de mineur, jusqu’en 1926. Suivant des recruteurs français, il signa un contrat avec les usines Schneider du Creusot et arriva en France en 1926. Victime d’un accident en travaillant dans les hauts-fourneaux, il se rendit à Paris où il trouva du travail dans une usine qui fabriquait des pièces de bicyclettes.
En 1929, il suivit parallèlement les cours de l’Académie de peinture qui venait d’être fondée par Tatiana Lvovna Soukhotina, fille de Léon Tolstoï, et où enseignaient des peintres renommés, comme Nicolas Millioti et Constantin Somov. Il y fit la rencontre de Georges Ivanovitch Kroug (le futur moine et célèbre iconographe Grégoire), avec lequel il allait se lier d’amitié jusqu’à la mort de ce dernier.
Avec lui, il décida d’abandonner la peinture profane pour se consacrer entièrement à l’iconographie, qu’ils avaient découverte ensemble. G. Kroug connaissait déjà un peu la technique ; L. Ouspensky prit quelques leçons chez l’iconographe vieux-croyant Fedorov, mais se forma aussi en regardant les belles icônes anciennes que l’on trouvait alors  en abondance chez les antiquaires parisiens. Comme G. Kroug, il adhéra vers la fin des années trente à la Confrérie Saint-Photius, qui était fortement attachée à la tradition (en opposition à Serge Boulgakov et à ses disciples de l'Institut de théologie orthodoxe Saint-Serge) mais militait en même temps pour implantation de l’Orthodoxie en France par l’utilisation du français comme langue liturgique. Il s’y lia particulièrement avec Vladimir Lossky,  Maxime Kovalevsky et son frère Eugraph Kovalevsky.
Lorsque vint l’Occupation, les autorités allemandes mobilisèrent L. Ouspensky pour travailler en Allemagne dans l’industrie de guerre. Il déserta et dut mener une vie clandestine, ce qui lui donna la possibilité de se consacrer entièrement à la peinture et à la restauration d’icônes, ainsi qu’à la sculpture sur bois et sur pierre et à l’art du  métal repoussé dans le style iconographique. En 1942, il épousa Lydia Alexandrovna Miagkov, qui allait être désormais pour lui un fidèle soutien, collaborant en particulier à la rédaction de ses écrits.
À la Libération, la Confrérie Saint-Photius, dont les membres étaient restés fidèles au Patriarcat de Moscou après qu’un certain nombre de paroisses d’Europe occidentale s’en furent séparées en 1931, créa à Paris l’Institut Saint-Denys, où l’enseignement était dispensé en français. Le recteur et le professeur de théologie dogmatique en était Vladimir Lossky ; le cours d’iconographie fut confié à L. Ouspensky. Après la rupture qui se produisit au sein de la Confrérie par la faute d’Eugraph Kovalevsky, Vladimir Lossky et Léonide Ouspensky transférèrent, en 1954, leurs cours au 26 rue Péclet, où se trouvait le siège de l’exarchat du patriarche russe en Europe occidentale et l'église cathédrale des Trois Saints Hiérarques.
En 1948, Ouspensky publia une petite brochure en français, expliquant la nature de l’icône : L’Icône, quelques mots sur son sens dogmatique. En 1952 il publia, en collaboration avec V. Lossky, Le sens des icônes, édité en Suisse simultanément en allemand et en anglais. Il écrivit aussi un article sur l’Église et l’icône orthodoxes pour l’encyclopédie allemande [Symbolisme des religions]. Le cours d’iconologie que dispensait Ouspensky servirent de base au livre La Théologie de l’icône qui fut édité par l’Exarchat en 1960 en français, puis en anglais à New York en 1977. Les années suivantes, Ouspensky compléta ce cours par des articles qui parurent dans le Messager de l’exarchat du patriarche russe en Europe occidentale. L’ensemble constitua une nouvelle édition de Théologie de l’icône, qui fut éditée en 1980 par le directeur des éditions du Cerf, le père dominicain Jean-René Bouchet, qui était un grand admirateur d’Ouspensky. Ce livre – qui fut traduit en anglais en 1992, en italien en 1995, en polonais en 1991, en roumain en 1994, en grec en 1996 et en russe en 1997 – allait jouer un rôle considérable dans la formation des nouvelles générations d’iconographes dans tous les pays orthodoxes, et provoquer – en parallèle avec les cours dispensées chaque semaine dans les locaux de l’Exarchat à des élèves venus du monde entier – un retour à l’iconographie orthodoxe traditionnelle, alors que celle-ci avait connu depuis le XVIIe siècle une décadence (liée aux influences occidentales) qu’Ouspensky n’avait cessé de dénoncer.
Selon le témoignage de son épouse, Léonide Ouspensky avait une grande capacité de travail : sa journée comptait de treize à quatorze heures, où il alternait la peinture, la restauration, la sculpture et le travail du métal repoussé, laissant les soirées et les fêtes à l’écriture de ses articles. Il maniait la parole avec difficulté et une grande concentration. Durant ses cours mêmes, qu’il voulait avant tout pratiques, il parlait très peu, mais ses quelques remarques prenaient un grand poids ; il refusait les conférences et les émissions de radio et de télévision. Avant sa mort, il regrettait de ne pas avoir su dire l’essentiel.
Léonide Ouspensky est décédé dans la nuit du 11 au 12 décembre 1987. Il est enterré au cimetière russe de Sainte-Geneviève-des-Bois.

## Œuvre iconographique
Léonide Ouspensky a peint de nombreuses icônes et fresques, et réalisé des sculptures sur bois (principalement des croix), quelques sculptures sur pierre, et quelques œuvres en métal repoussé. Les reproductions d’une partie d’entre elles figurent dans :
- Simon Doolan, La redécouverte de l’icône, Éditions du Cerf, Paris, 2001.
- L'iconographie de l'Église des Trois Saints Hiérarques et l'œuvre de L. A. Ouspensky et du moine Grégoire Krug, éd. de la Paroisse des Trois Saints Hiérarques, Paris, 2001
- Théologie en couleur. Les fresques des fêtes en la cathédrale des Trois Saints Hiérarques, éd. de la Paroisse des Trois Saints Hiérarques, Paris, 2007

### Exposition
- « Léonide Ouspensky, le mystère de l’icône 1987-2017 », Centre culturel et spirituel orthodoxe russe, 1 quai Branly Paris .

## Publications
- Léonide Ouspensky, L’icône, vision du monde spirituel : quelques mots sur son sens dogmatique, Sétor, Paris, 1948
- Léonide Ouspensky et Valdimir Lossky, Le sens des icônes, traduit du russe par Lydia Ouspensky, Éditions du Cerf, Paris, première édit. 1950, rééd. 2007, 2003,
- Léonide Ouspensky, L’icône de la Nativité du Christ, Éditions orthodoxes, Paris, 1951
- Léonide Ouspensky, Essai sur la théologie de l’icône dans l'Église orthodoxe, vol. I, Éditions de l’Exarchat patriarcal russe en Europe occidentale, 1960
- Léonide Ouspensky, La théologie de l'icône dans l'Église orthodoxe, Éditions du Cerf, Paris, 1980, 2e éd. 2003, rééd. 2007.
- Léonide Ouspensky, Vers l'unité ?, YMCA press, Paris, 1987.

## Sources
- Simon Doolan, La redécouverte de l'icône, La vie et l'œuvre de Léonide Ouspensky, Éditions du Cerf, Paris, 2001, avec, en introduction, la biographie de L. Ouspensky écrite par son épouse Lydia
- Revue Le Messager orthodoxe, numéro 112, Théologie de l'icône, in memoriam Léonide Ouspensky, YMCA press, Paris, 1989